# صالح بن طريف
صالح بن طريف (مواليد 110 هـ) مؤسس الديانة البرغواطية، وثاني أمراء الدولة البرغواطية في منطقة تامسنا بالمغرب الأقصى. أعلن نفسه نبيًا سنة 744م وسمى نفسه «صالح المؤمنين»، واختفى في سن ال47، واعدًا بالعودة المُنتظرة.

## مسيرته
كان والده طريف، الذي ينسبه البعض إلى الأصول اليهودية، على دين الإسلام وإليه تنسب جزيرة طريف، استوزره ميسرة المطغري، أمير الغرب عند الفتح الإسلامي، فلما قُتل ميسرة، وافترق أصحابه، احتل طريف بلاد تامسنا، وقيل أن ميسرة كتب له كتاباً إلى أهل تامسنا وقومه من زناتة يوصيهم به ويصف فضل صالح بن طريف وعمله، فأقروا بفضله واعترفوا بولايته فولوه على أنفسهم. وترك أربعة أولاد. فتولى الأمر من بعده ابنه صالح. وروى ابن حوقل والناصري أن صالح بن طريف رحل إلى المشرق وقرأ على عبيد الله المعتزلي، ودرس علم الفلك والتنجيم، واشتغل بالسحر وجمع منه فنونا، قبل أن يعود إلى قومه.

### الدولة والديانة
مقال تفصيلي: ديانة برغواطة، إمارة برغواطة
متأثراً بالخوارج الصفرية، والنزاعات الإستقلالية التي انتشرت بانتشار الخوارج بالمغرب جعلته يتخذ توجها متطرفا مستقلاً عن الإسلام، فأخبر قومه أنه نبي ورسول مبعوث إليهم بلغتهم. واحتج بآية في القرآن «وَمَا أَرْسَلْنَا مِن رَّسُولٍ إِلاَّ بِلِسَانِ قَوْمِهِ لِيُبَيِّنَ لَهُمْ...»، وذكر لهم أن محمدا نبي حق عربي اللسان مبعوث إلى قومه وإلى العرب خاصة. فادعى صالح بن طريف انه تلقى من الله كتابا باللغة البربرية. وأنه مذكور بقرآن المسلمين في الآية «وَإِن تَظَاهَرَا عَلَيْهِ فَإِنَّ اللَّهَ هُوَ مَوْلاَهُ وَجِبْرِيلُ وَصَالِحُ الْمُؤْمِنِينَ وَالْمَلاَئِكَةُ بَعْدَ ذَلِكَ ظَهِيرٌ». وكان هذا الوحي كتابه المقدس مؤلف من ثمانون سورة، وكان أتباعه يتلونه في صلواتهم. وأكثر السور منسوبة إلى أسماء الأنبياء السماويين، أولها سورة أيوب وآخرها سورة يونس. وفيها: سورة فرعون، قارون، هامان، ياجوج، ماجوج، الدجال، العجل هاروث، ماروت، طالوت، نمرود، الديك، الجمل، الجراد، الجمل، الحنش، غرائب الدنيا، وهناك العلم العظيم. وأضاف بن خلدون سور أسماء أخرى مثل سورة نوح وسورة إبليس. واحتوت سورة «غرائب الدنيا» أمور كثيرة حول الحلال والحرام والشرع والقص.

### خروجه للشرق
بعد أن فَقَّهَ ابنه إلياس بديانته، عهد إليه الولاية، وأمره أن لا يظهر شأنها إلا إذا قوي وأَمِن أمره، كما أمره بموالاة أمير الأندلس. وخرج صالح إلى المشرق، وزعم أنه سيعود إليهم في دولة السابع من ملوكهم، وزعم أنه المهدي الأكبر الذي يخرج في آخر الزمان لقتال الدجال، وأنه سيملأ الأرض عدلا كما ملئت جورا، وتكلم لهم في ذلك بكلام كثير نسبه لموسى ولسطيح الكاهن وغيره. وبعد خروجه جاهر ابنه إلياس علنا بالإسلام، وكان حفيده يونس بن إلياس هو المؤسس الفعلي والرسمي لديانة صالح حيث أقام مذبحة لجميع الذين لم يعتنقوا ديانته.